# Les 7 boles de cristall
Les 7 boles de cristall és el tretzè àlbum de Les aventures de Tintín i Milú creat per Hergé el 1948 en l'estil francobelga creat per Hergé

## Publicació
La història va publicar-se serialitzada al diari Le Soir des de desembre de 1943 durant de l'ocupació alemanya de Bèlgica durant la Segona Guerra Mundial. La història va ser cancel·lada abruptament després de l'alliberament dels aliats al setembre de 1944, quan Hergé va ser acusat de col·laboracionisme i se li va prohibir treballar. Després que va ser absolt dos anys després, la història va ser represa setmanalment a la nova revista Tintín des de setembre de 1946 fins l'abril de 1948.

## Argument
Els membres d'una expedició sobre els inques van apareixent adormits en una profunda letargia, i al seu costat sempre hi ha els trossos d'unes misterioses boles de cristall. El professor Tornassol es posa el braçalet d'una mòmia del Perú, i poc després és raptat. En Tintín i el capità Haddock el busquen i viatgen fins al Perú per a intentar resoldre aquest enigmàtic cas.

## Adaptacions
La història fou adaptada el 1959 a la sèrie de dibuixos animats Les Aventures de Tintin, d'après Hergé i a la de 1991 Les aventures de Tintín.